# Янувка (Ширвінтоський район)
Я́нувка (лит. Januvka) — хутір у Ширвінтоському районі Вільнюського повіту, Литва. Населення відсутнє.
| Литва | Це незавершена стаття з географії Литви. Ви можете допомогти проєкту, виправивши або дописавши її. |